# Documentos da Guerra do Iraque vazados pelo WikiLeaks

Logo da organização WikiLeaks, responsável pelo vazamento dos documentos confidenciais do Exército estadunidense sobre a Guerra do Iraque.

Os documentos da Guerra do Iraque vazados pelo WikiLeaks referem-se a um conjunto de 391.832 relatórios de campo confidenciais do Exército dos Estados Unidos, também conhecidos como Registros da Guerra do Iraque, divulgados ao público pela organização multinacional de mídia e biblioteca associada, com sede na Suécia, fundada por Julian Assange em 2006. Esses documentos cobrem o período da guerra entre 2004 e 2009 e foram publicados na internet em 22 de outubro de 2010. Os arquivos registram 66.081 mortes de civis, de um total de 109.000 mortes documentadas. O vazamento levou o projeto Iraq Body Count (IBC) [en] a adicionar 15.000 mortes de civis à sua contagem, elevando o total para mais de 150.000, sendo aproximadamente 80% dessas vítimas civis. Esse episódio é considerado o maior vazamento na história militar dos Estados Unidos, superando o vazamento de documentos relacionados à Guerra do Afeganistão, ocorrido em 25 de julho de 2010.

## Conteúdo
Os registros levaram a relatórios de notícias de eventos anteriormente desconhecidos ou não confirmados que ocorreram durante a guerra.

### Baixas civis
O projeto Iraq Body Count estimou 15.000 mortes de civis que não haviam sido reconhecidas anteriormente pelo governo dos EUA, com base em uma extrapolação de uma amostra de mortes encontradas em aproximadamente 800 registros. Embora as autoridades americanas e britânicas tenham negado a existência de registros oficiais sobre mortes de civis, os documentos divulgados pelo WikiLeaks revelaram 66.081 mortes de civis, de um total de 109.000 fatalidades registradas entre 1º de janeiro de 2004 e 31 de dezembro de 2009. Até 2 de janeiro de 2013, o IBC havia adicionado 3.334 dessas mortes de civis, anteriormente não documentadas, ao seu banco de dados, como parte de sua análise contínua dos registros de guerra.

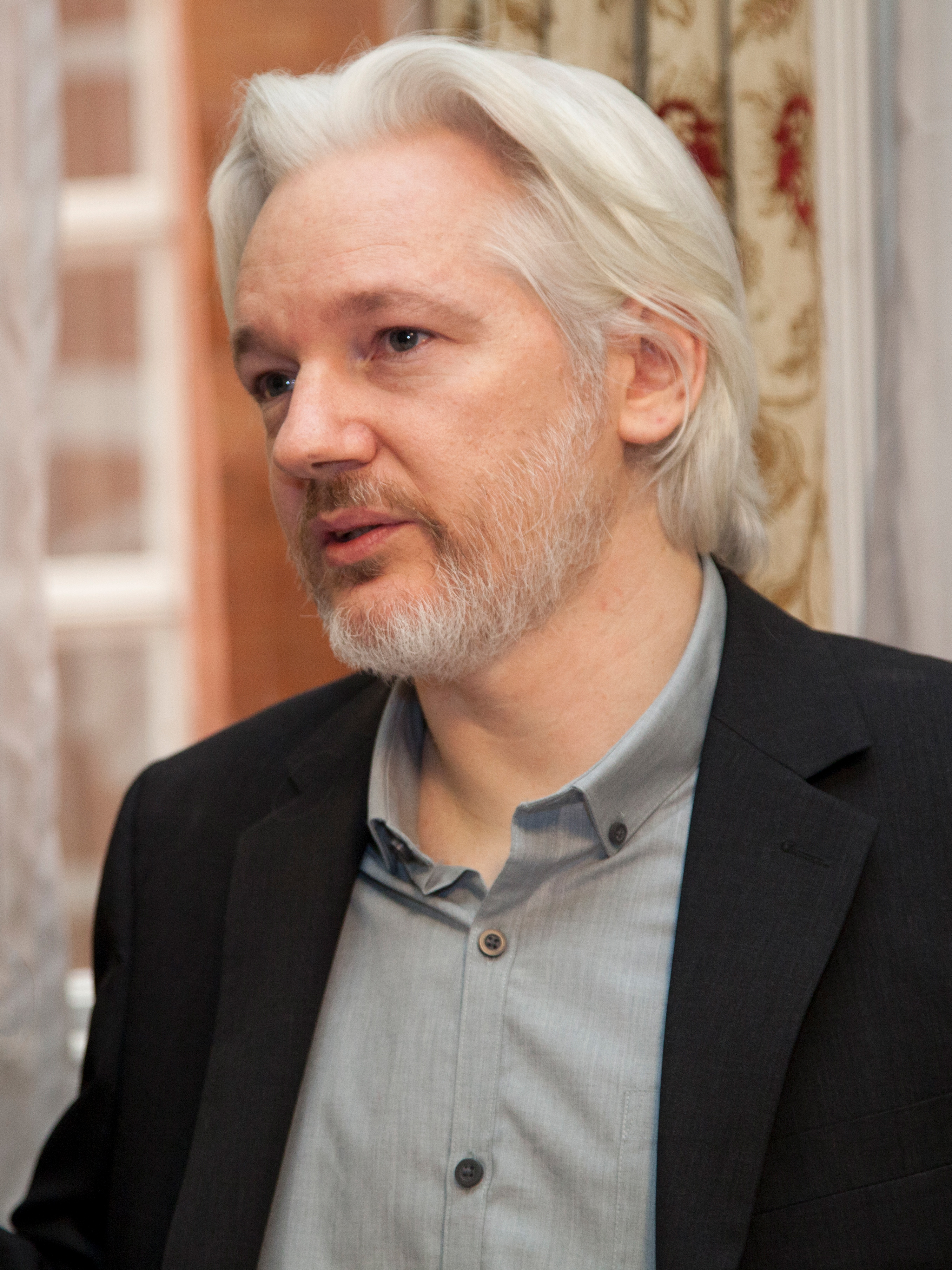
Julian Assange, fundador da WikiLeaks.

Outro vazamento de grande impacto na mídia foi realizado em 05 de abril de 2010, com o título de "Collateral Murder" (Assassinato colateral), onde um grupo de civis em Bagdá, incluindo dois integrantes da agência de notícias Reuters, foram mortos a partir de disparos realizados de um helicóptero Apache do exército estadunidense, no dia 12 de julho de 2007. No vídeo, é possível escutar os soldados norte-americanos indicando erroneamente o porte de armas AK-47 e RPG, momentos antes de abrirem fogo contra os civis. A Reuters tentou obter o vídeo previamente ao vazamento, filmado através da mira do helicóptero, através do Freedom of Information Act [en], sem sucesso. Durante a operação, crianças foram atingidas. O exército dos EUA não informaram como os colaboradores da Reuters foram mortos e afirmaram como as crianças foram feridas, sendo realizada então uma investigação pelo próprio exército que concluiu que a ação dos soldados "estavam de acordo com a lei de conflitos armados e suas próprias 'Regras de Engajamento'."
Segundo a Al Jazeera, parte dos documentos vazados descreve como cerca de 700 civis foram mortos por tropas dos EUA por se aproximarem excessivamente de postos de controle. Entre as vítimas estavam mulheres grávidas e pessoas com problemas mentais. Pelo menos seis incidentes envolveram homens iraquianos que transportavam familiares grávidas para hospitais.
O New York Times destacou que os relatórios contêm evidências de diversos abusos, incluindo mortes de civis cometidas por contratantes privados. Um dos relatórios mencionados descreve que, após um ataque com IED (dispositivo explosivo improvisado), uma testemunha relatou que funcionários da Blackwater atiraram indiscriminadamente no local. Em outro incidente, ocorrido em 14 de maio de 2005, uma unidade americana observou um grupo de segurança privada da Blackwater atirar em um veículo civil, resultando na morte de um pai e em ferimentos à sua esposa e filha.

### Abusos de direitos humanos entre o Iraque e a coalizão ocidental
Os registros confirmam alegações anteriores de que as forças militares norte-americanas entregaram diversos prisioneiros à Brigada Wolf iraquiana [en], uma unidade acusada de espancar, torturar com furadeiras elétricas e executar suspeitos. De acordo com o The Guardian, os documentos também revelam que “as autoridades norte-americanas não investigaram centenas de denúncias de abuso, tortura, estupro e até assassinatos cometidos por policiais e soldados iraquianos.” A coalizão mantinha “uma política formal de ignorar tais alegações”, a menos que envolvessem diretamente suas próprias forças.
A revista Wired relatou que os abusos contra prisioneiros ou detidos pelas forças de segurança iraquianas continuaram mesmo após a divulgação do  caso de Abu Ghraib em 2004. Em um dos casos documentados, tropas dos EUA confiscaram um “gerador de manivela manual com grampos de aço” de uma delegacia de polícia em Bagdá, após um detento relatar ter sido brutalizado no local.
Um relatório analisado pelo Bureau of Investigative Journalism indicou que um helicóptero militar Apache dos EUA teria aberto fogo contra insurgentes iraquianos que estavam tentando se render.
Segundo o jornal Dagbladet Information [en], soldados dinamarqueses “transferiram a responsabilidade por um número significativamente maior de prisioneiros para a polícia iraquiana do que havia sido divulgado anteriormente”. Essa prática continuou mesmo após a coalizão ter testemunhado e sido repetidamente alertada sobre a tortura generalizada e os maus-tratos de prisioneiros sob custódia da polícia iraquiana.

### Treinamento estrangeiro e apoio a insurgentes
De acordo com a Wired Magazine, “o WikiLeaks pode ter reforçado uma das afirmações mais controversas do governo Bush sobre a Guerra do Iraque: a de que o Irã forneceu muitas das armas mais mortais da insurgência iraquiana e trabalhou ao lado de algumas de suas milícias mais letais. Os documentos indicam que o Irã foi um dos principais envolvidos na Guerra do Iraque, já que sua Força Quds de elite treinou os insurgentes xiitas iraquianos e importou armas letais, como as bombas penetradoras com carga explosiva, para serem usadas no Iraque contra civis, militantes sunitas e tropas dos EUA.”
O Boston Globe noticiou que os documentos mostram agentes iraquianos sendo treinados pelo Hezbollah em sequestros de precisão no estilo militar. Os relatórios também incluíam incidentes de aeronaves de vigilância dos EUA que foram perdidas no território iraniano.

### Diversos
Segundo o The New York Times, o conjunto de documentos divulgados pelo WikiLeaks em outubro de 2010 “retrata a longa história de tensões entre curdos e árabes no norte do Iraque e revela os temores de algumas unidades americanas sobre o que pode acontecer depois que as tropas americanas deixarem o país no final de 2011.”
Uma análise publicada pelo The Jerusalem Post argumentou que os documentos vazados indicam um padrão duplo na visão da comunidade internacional sobre os direitos humanos em relação à política militar de Israel.
Um editorial do The Washington Post afirmou que o vazamento “demonstra principalmente que a verdade sobre o Iraque ‘já foi dita’, ao mesmo tempo em que ‘complicou, pelo menos temporariamente, as negociações para formar um novo governo’”. O editor também acusou que “alegações como as publicadas pela revista britânica The Lancet de que as forças americanas massacraram centenas de milhares de pessoas são o verdadeiro ‘ataque à verdade’”.
Após as críticas sobre o vazamento dos documentos da Guerra do Afeganistão, o WikiLeaks redigiu mais informações dos documentos da Guerra do Iraque. Julian Assange explicou que isso foi feito para evitar que as pessoas se distraíssem da mensagem contida no material.

## Repercussão

### Cobertura da mídia
O WikiLeaks disponibilizou os documentos sob embargo para várias organizações de mídia, como Der Spiegel, The Guardian, The New York Times, Al Jazeera, Le Monde, o Bureau of Investigative Journalism e o projeto Iraq Body Count. Em outubro de 2010, foi noticiado que o WikiLeaks planejava liberar até 400.000 documentos relacionados à Guerra do Iraque. Julian Assange inicialmente negou os relatos, afirmando: “O WikiLeaks não fala sobre datas de lançamentos futuros; na verdade, com raríssimas exceções, não comunicamos nenhuma informação específica sobre lançamentos futuros, já que isso apenas fornece material para que organizações abusivas preparem suas máquinas de propaganda.” O The Guardian informou, em 21 de outubro de 2010, que havia recebido quase 400.000 documentos sobre a Guerra do Iraque do WikiLeaks.
Após a suspensão do embargo, a cobertura da mídia por esses grupos foi seguida por uma cobertura adicional de outras organizações de mídia. O The Guardian disse que “o New York Times, o Washington Post e outros jornais foram acusados por publicações da web e alguns blogueiros de minimizar a extensão em que os documentos revelaram a cumplicidade dos EUA com a tortura e forneceram evidências de que os políticos em Washington ‘mentiram’ sobre as falhas da missão militar dos EUA”. Glenn Greenwald, do Salon.com, comentou que “os meios de comunicação de todo o mundo deram destaque a essa revelação, mas não o The New York Times”, chamando a cobertura do vazamento de documentos de “subserviente” ao Pentágono. Os jornais do Reino Unido, incluindo The Independent e The Daily Telegraph, chamaram os War Logs de uma acusação da guerra que “deve ser investigada e não ignorada em nome da conveniência política.”
A Slate escreveu que a “maior descoberta” foi que “a maioria das mortes de civis iraquianos foi causada por outros iraquianos” e que “embora alguns guardas americanos tenham se comportado de maneira horrível com os detentos iraquianos na prisão de Abu Ghraib, a polícia e os soldados iraquianos se comportaram de maneira muito pior.” Outros escritores afirmaram que os War Logs destacaram o perigo do Irã no Iraque e “podem muito bem inviabilizar a formação de um governo ao implicar o primeiro-ministro interino Nuri al-Maliki na gestão de esquadrões da morte.” Max Boot [en] escreveu que os documentos “não nos dizem muito que já não soubéssemos em linhas gerais.”

### Organizações internacionais
O investigador-chefe da ONU sobre tortura, Manfred Nowak [en], afirmou que “se os arquivos divulgados pelo WikiLeaks apontassem para violações claras da Convenção das Nações Unidas contra a Tortura, o governo Obama teria a obrigação de investigá-los." A convenção, de acordo com Nowak, proíbe os EUA de entregar os detentos ao governo iraquiano, se isso significar que eles poderão ser submetidos à tortura. O Alto Comissário da ONU para Direitos Humanos, Navanethem Pillay, disse que “os EUA e o Iraque devem investigar as alegações de abuso contidas nos arquivos publicados no site WikiLeaks”. Além disso, o Relator Especial da ONU sobre Tortura, Manfred Nowak, pediu “uma investigação mais ampla para incluir os supostos abusos dos EUA.”
Hamit Dardagan, cofundador do projeto Iraq Body Count, afirmou que a publicação dos registros da Guerra do Iraque revelou detalhes específicos sobre 15 mil mortes violentas de civis iraquianos não relatadas anteriormente. Dardagan disse que, para algumas das mortes, o WikiLeaks forneceu “detalhes de identificação até então não revelados, inclusive seus nomes - o que não é pouca coisa quando tantas famílias iraquianas ainda estavam procurando desesperadamente por seus entes queridos desaparecidos.”

### Países
Em preparação para o vazamento, o Pentágono criou uma Força-Tarefa de Revisão de Informações, composta por 120 pessoas lideradas pela Agência de Inteligência de Defesa, com o objetivo de procurar nomes, palavras-chave e outras informações sensíveis. Um porta-voz do Pentágono afirmou que os relatórios eram considerados simples observações e relatos de militares e informantes civis, mas, ainda assim, chamou sua divulgação de "tragédia", enquanto o Departamento de Defesa dos EUA solicitava a devolução dos documentos. A Secretária de Estado dos EUA, Hillary Clinton, condenou o vazamento, afirmando que ele "coloca em risco a vida dos militares e civis dos Estados Unidos e de seus parceiros."
Os militares dos EUA responderam às informações contidas nos documentos sobre mortes de civis, afirmando que "não subnotificaram o número de mortes de civis na Guerra do Iraque nem ignoraram o abuso de prisioneiros pelas forças iraquianas." O porta-voz do Pentágono, coronel David Lapan, acrescentou que "os militares dos EUA nunca afirmaram ter uma contagem exata do número de civis mortos no Iraque." Ele também ressaltou que tanto o WikiLeaks quanto o Pentágono tinham o mesmo banco de dados para coletar o número de mortes de civis e expressou ceticismo em relação ao fato de o WikiLeaks "ter feito qualquer nova descoberta". O general George Casey, chefe do Estado-Maior do Exército, afirmou que as forças dos EUA foram aos necrotérios para coletar dados e que não "se lembrava de ter minimizado as baixas civis."
Em resposta às alegações de tortura praticada por soldados iraquianos sob a supervisão dos EUA, o general George Casey, que comandou a Guerra do Iraque entre 2004 e 2007, afirmou que "nossa política o tempo todo foi que, se os soldados americanos encontrassem abuso de prisioneiros, deveriam parar e relatar imediatamente à cadeia de comando dos EUA e à cadeia de comando iraquiana." O vice-primeiro-ministro do Reino Unido, Nick Clegg, também expressou seu apoio a uma investigação sobre as "alegações de assassinatos, torturas e abusos" nos documentos, afirmando: "Podemos lamentar como esses vazamentos ocorreram, mas acho que a natureza das alegações feitas é extraordinariamente séria."
O primeiro-ministro do Iraque, Nouri al-Maliki, descartou os registros como uma difamação politicamente programada e como uma série de "jogos e bolhas da mídia" em defesa contra as informações contidas nos documentos, que incluíam "alegações de que [sua administração] havia permitido o abuso de prisioneiros e outros abusos de poder". Isso foi repetido por Hassan al-Sneid, um "líder da coalizão governista do Estado de Direito de Maliki", que declarou, em relação às imagens contidas nos documentos, que "todas elas são apenas falsificações da Internet e do Photoshop." O governo iraquiano anunciou que planejava investigar o papel das empreiteiras privadas, especificamente a Blackwater Worldwide, nas mortes ocorridas durante a guerra e reveladas nos registros.
A Iraqi News Network afirmou que "os documentos do WikiLeaks revelaram segredos muito importantes, mas os mais dolorosos entre eles não são aqueles que se concentram no ocupante, mas aqueles que revelam o que as forças iraquianas, o governo iraquiano e os políticos fizeram contra seus cidadãos. Os líderes que voltaram para tirar o Iraque da opressão derrubaram o ditador, mas depois realizaram atos piores do que o próprio Saddam. Se esses documentos fazem com que os EUA peçam desculpas aos iraquianos, eles deveriam obrigar o Sr. Maliki a deixar a arena política e pedir desculpas a todos."
O porta-voz do Ministério das Relações Exteriores do Irã, Ramin Mehmanparast, foi citado dizendo que "persistem sérias ambiguidades e dúvidas em relação às intenções por trás da divulgação suspeita dos documentos do WikiLeaks" e que o Irã "enfrentará esse ato malicioso."
Durante uma entrevista com o fundador do WikiLeaks, Julian Assange, na versão radiofônica do Democracy Now!, a apresentadora Amy Goodman discutiu a resposta do primeiro-ministro dinamarquês Lars Rasmussen, que prometeu que "todas as alegações segundo as quais os soldados dinamarqueses podem ter entregado conscientemente detentos no Iraque para serem maltratados pelas autoridades locais são consideradas muito sérias". No entanto, ele também "rejeitou os pedidos da oposição para estabelecer uma comissão independente para investigar as alegações." Em resposta a Rasmussen, o ministro da Defesa, Gitte Lillelund Bech, ordenou uma investigação pelos militares dinamarqueses. Os militares também solicitaram os documentos originais não editados do WikiLeaks para sua investigação.

### Organizações não governamentais
A Anistia Internacional afirmou que as ações tomadas pelas tropas americanas e de coalizão ao entregar prisioneiros da custódia americana para a iraquiana, quando se sabia que os prisioneiros provavelmente seriam torturados, podem ter violado o direito internacional. Um funcionário da Anistia disse que a organização estava "preocupada com o fato de as autoridades americanas terem cometido uma grave violação do direito internacional ao entregar sumariamente milhares de detentos às forças de segurança iraquianas, que continuavam a torturar e abusar dos prisioneiros em uma escala verdadeiramente chocante."
O projeto Iraq Body Count, comentando sobre a projeção de 15.000 mortes adicionais de civis reveladas pelos registros, disse que "é totalmente inaceitável que, por tantos anos, o governo dos EUA tenha ocultado do público esses detalhes essenciais sobre as mortes de civis no Iraque."

### Outras reações
O general aposentado dos EUA Stanley McChrystal [en] foi citado dizendo: "Acho que é triste. A decisão de vazar informações confidenciais é ilegal, e as pessoas estão fazendo julgamentos sobre ameaças e informações para os quais não estão qualificadas. Há um nível de responsabilidade em relação ao nosso pessoal que precisa ser equilibrado com o direito ou a necessidade de saber. É provável que um vazamento dessas informações possa causar a morte de nosso próprio pessoal ou de alguns de nossos aliados."
Após a divulgação dos documentos, os resistentes à Guerra do Iraque dos EUA que buscaram refúgio no Canadá [en], incluindo Joshua Key [en] e o veterano de 17 anos Chuck Wiley, disseram que a rodada de documentos militares de outubro de 2010 divulgados pelo WikiLeaks oferece mais apoio às suas reivindicações. Joshua Key, autor, com Lawrence Hill [en], de The Deserter's Tale (um livro que narra seu serviço no Iraque e sua subsequente saída da vida militar), afirmou: "É a verdade sendo realmente dita. Esses documentos [do WikiLeaks] que estão sendo divulgados agora são do nível dos soldados. Acho que (os chefes) nunca perceberam o quanto a Internet teria um papel na guerra [do Iraque]."

## Contagem total de mortes
Embora a contagem dos EUA de mortes de iraquianos e da coalizão liderada pelos EUA nos registros de guerra seja de 109.000, um estudo amplamente citado, publicado no The Lancet em 2006, utilizou uma amostra de agrupamento transversal para estimar que cerca de 650.000 mortes foram causadas pelo aumento da mortalidade na Guerra do Iraque. Outro estudo da Organização Mundial da Saúde, denominado Iraq Family Health Survey [en], estimou 151.000 mortes devido à violência (com um intervalo de incerteza de 95%, variando de 104.000 a 223.000) entre março de 2003 e junho de 2006. O Iraq Body Count analisou os dados dos registros de guerra em três relatórios em outubro de 2010 e concluiu que o número total de mortes registradas, tanto de civis quanto de combatentes, seria superior a 150.000.